# IronOak Games
IronOak Games é um estúdio canadense de desenvolvimento de jogos eletrônicos sediado em Vancouver, Colúmbia Britânica. Fundado em 2015 por Colby Young, David Lam e Gordon Moran, o estúdio é conhecido pela criação da série For the King, que combina elementos de RPG tático, roguelike e jogos de tabuleiro digitais.

## História
A IronOak Games foi estabelecida com o objetivo de criar experiências de jogo únicas que mesclam mecânicas estratégicas com elementos de exploração e narrativa. Seu primeiro título, For the King, foi lançado em acesso antecipado em fevereiro de 2017, com a versão final publicada em abril de 2018. O jogo recebeu destaque por seu estilo artístico característico e jogabilidade cooperativa.

## Aquisição pela Curve Digital
Em novembro de 2020, a IronOak Games foi adquirida pela Curve Digital, editora britânica que já havia publicado For The King.  A aquisição visava proporcionar ao estúdio maior suporte e recursos, permitindo que a equipe se concentrasse no desenvolvimento de jogos, enquanto a Curve Digital assumiria as atividades de suporte e publicação.

## Jogos desenvolvidos
- For the King (2018) – RPG com elementos de roguelike e combate tático em turnos. Lançado para PC, PlayStation 4, Xbox One e Nintendo Switch.[3]
- For the King II (2023) – Continuação direta do primeiro jogo, com melhorias gráficas e maior foco em narrativa. Lançado para PC e consoles.[4]

## Ligações Externas
- Sítio oficial (em inglês)